# كوسوكه أونوسي
كوسوكه أونوسي (باليابانية: 小野瀬 康介) (مواليد 22 أبريل 1993)، هو لاعب كرة قدم ياباني سابق كان يلعب كلاعب وسط.

## وصلات خارجية
- كوسوكه أونوسي على موقع رابطة كرة القدم اليابانية للمحترفين (اليابانية)
- كوسوكه أونوسي على موقع قاعدة بيانات كرة القدم.إي يو (الإنجليزية)
- كوسوكه أونوسي على موقع Soccerway.com (الإنجليزية)
- كوسوكه أونوسي على موقع عالم كرة القدم.نت (الإنجليزية)